# Hnatenkî, Șîșakî
Hnatenkî (în ucraineană Гнатенки) este un sat în comuna Prîșîb din raionul Șîșakî, regiunea Poltava, Ucraina.

## Demografie
Componența lingvistică a localității Hnatenkî
     Ucraineană (100%)
Conform recensământului din 2001, toată populația localității Hnatenkî era vorbitoare de ucraineană (100%).